# 努巴里斯區

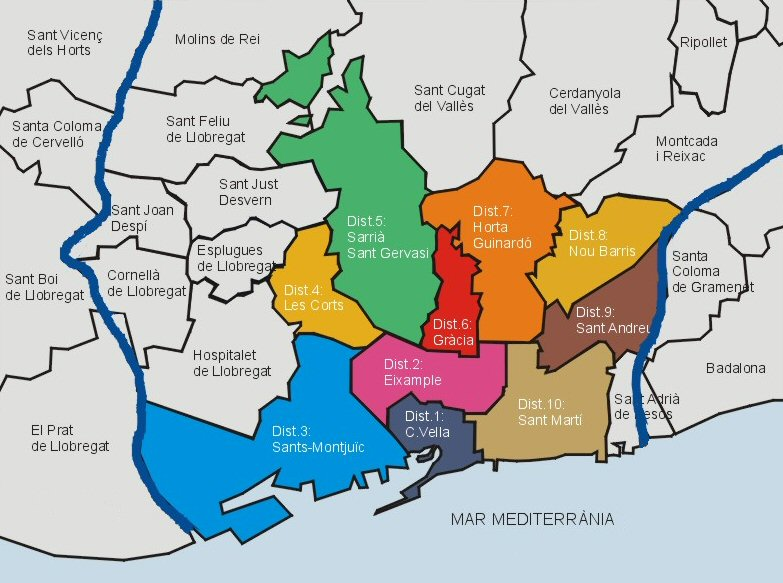
右上方黃色是努巴里斯區

努巴里斯區是西班牙加泰羅尼亞城市巴塞羅那的行政區之一，設立於1984年。努巴里斯區面積8.04平方公里。努巴里斯區位於巴塞羅那北部。1998年，這裡有人口168,837人，已經比1991年的峰值減少了約2萬人。這裡有巴塞羅那最大的羅姆人聚居區。2005年，這裡的人口減少至164.981人。

## 外部連結
- Nou Barris at the city council site （页面存档备份，存于）
- NouBarris.net （页面存档备份，存于）

41°26′29″N 2°10′19″E / 41.44139°N 2.17194°E